# Xã Gun Plain, Michigan
Xã Gun Plain (tiếng Anh: Gun Plain Township) là một xã thuộc quận Allegan, tiểu bang Michigan, Hoa Kỳ. Năm 2010, dân số của xã này là 5.895 người.